# Microsoft Auto
Microsoft Auto (cunoscut anterior ca Windows CE for Automotive, Automotive Windows și Windows Mobile for Automotive) este un sistem de operare în timp real înglobat (în engleză: embedded) bazat pe Windows CE pentru utilizarea pe sisteme de computere de bord în automobile. Sistemul de operare este dezvoltat de compania Microsoft prin intermediul secției Microsoft Automotive, care a fost formată în august 1995.